# 2025년 동계 아시안 게임 중화 타이베이 선수단
2025년 동계 아시안 게임 중화 타이베이 선수단은 2025년 2월 7일부터 14일까지 중화인민공화국 하얼빈에서 열리는 2025년 동계 아시안 게임에 참가중인 중화 타이베이 선수단이다.

## 선수단
아래 표는 종목별, 성별 중화 타이베이 대표단 선수 수이다.
| 종목           | 남자 | 여자 | 합계 |
| -------------- | ---- | ---- | ---- |
| 바이애슬론     | 1    | 0    | 1    |
| 쇼트트랙       | 4    | 2    | 6    |
| 스피드스케이팅 | 1    | 1    | 2    |
| 아이스하키     | 20   | 20   | 40   |
| 알파인스키     | 2    | 1    | 3    |
| 컬링           | 5    | 5    | 10   |
| 크로스컨트리   | 5    | 0    | 5    |
| 피겨스케이팅   | 1    | 0    | 1    |
| 합계           | 38   | 29   | 67   |

- 1명의 선수가 바이애슬론과 크로스컨트리 종목에 출전한다.

## 종목별 성적

### 바이애슬론
남자
- 판루이훙

### 크로스컨트리
남자
- 판루이훙

### 피겨스케이팅
남자
- 리위샹